# BeFunge
BeFunge – ezoteryczny język programowania opracowany w 1993 roku przez Chrisa Pressey’a. 
Programy w nim, w odróżnieniu od większości języków programowania, są zorganizowane w dwuwymiarowej tablicy. Instrukcje „strzałkowe” (< > ^ v) powodują przeniesienia sterowania, a pętle są tworzone poprzez zorganizowanie sterowania „w kółko”. Każda instrukcja w BeFunge jest oznaczana pojedynczym znakiem.
W języku BeFunge program wykonuje się czytając instrukcje, poruszając się po dwuwymiarowym obszarze. Zatem „licznik programu” składa się z dwóch liczb, oznaczających współrzędne na tablicy programu. Natomiast do przenoszenia i przechowywania wszelkich danych służy stos (obsługiwany zresztą na podobnych zasadach co w językach Forth i False).
W 1998 Chris rozszerzył język, dodają nowe funkcje. Dlatego pierwotna wersja nazywana jest często BeFunge-93.

## Kompilatory BeFunge
Autorem BeFunge jest Chris Pressey, który stworzył ten język w 1993, w zamierzeniu jako język o niezwykle trudnym do napisania kompilatorze. 
Poza kompilatorami dla BeFunge-93 istnieją też kompilatory z odpowiednimi rozszerzeniami. Wartym uwagi jest Funge-98, w którym programy można organizować w przestrzeniach dowolnego wymiaru (dla 1 Unifunge, dla 2 BeFunge, dla 3 TreFunge itd.), a nawet posiada programowanie wielowątkowe, czyli w całej przestrzeni może być więcej niż jeden „licznik programu”. Tego typu rozszerzenia są zwane Fungeoidami.

## Główne cechy języka Befunge
- interaktywność – język ma wbudowaną prostą operację wejścia, umożliwiającą zapytanie użytkownika o daną (znak lub liczbę),
- brak symboli – język nie definiuje symboli, w szczególności nie ma w nim możliwości deklarowania stałych, zmiennych i podprogramów,
- mechanizm samomodyfikowania się programu.

## Instrukcje
Instrukcje, podobnie jak w języku Forth operują wyłącznie na stosie, tzn. argumenty operacji są zbierane ze stosu, wynik operacji jest odrzucany na stos.
| Instrukcje sterujące           | Instrukcje sterujące |
| ------------------------------ | --- |
| >                              | Kieruje wskaźnik w prawo. |
| <                              | Kieruje wskaźnik w lewo. |
| v                              | Kieruje wskaźnik w dół. |
| ^                              | Kieruje wskaźnik do góry. |
| ?                              | Ustawia losowy kierunek dalszej interpretacji.                                                                                                  |
| #                              | Przeskakuje następną instrukcję. |
| @                              | Zatrzymuje interpretację (kończy program). |
| Instrukcje sterujące warunkowe | |
| _                              | Warunkowa zmiana kierunku na poziomy: zdejmuje liczbę ze stosu i działa jak > jeśli liczbą tą było 0, albo jak < w przeciwnym razie.            |
| \|                             | Warunkowa zmiana kierunku na pionowy: zdejmuje liczbę ze stosu i działa jak v jeśli liczbą tą było 0, albo jak ^ w przeciwnym razie.            |
| Instrukcje obliczeniowe        | |
| +                              | Dodawanie (zdejmuje dwie liczby ze szczytu stosu i wkłada ich sumę na stos).                                                                    |
| –                              | Odejmowanie (zdejmuje dwie liczby i wkłada ich różnicę).                                                                                        |
| *                              | Mnożenie (zdejmuje dwie liczby i wkłada ich iloczyn).                                                                                           |
| /                              | Dzielenie (zdejmuje dwie liczby i wkłada ich iloraz).                                                                                           |
| %                              | Modulo (zdejmuje dwie liczby i wkłada resztę z ich dzielenia).                                                                                  |
| !                              | Negacja logiczna (jeśli liczbą na szczycie stosu jest 0, zastępuje ją liczbą 1, w przeciwnym razie zastępuje ją liczbą 0).                      |
| `                              | Porównanie „większe” (zdejmuje dwie liczby i wkłada 1, jeśli pierwsza była większa, albo 0 w przeciwnym razie).                                 |
| :                              | Podwaja liczbę na szczycie stosu. |
| \                              | Zamienia kolejność dwu najwyższych danych (znajdujących się na szczycie stosu).                                                                 |
| $                              | Zdejmuje daną ze szczytu stosu i odrzuca (ignoruje) ją.                                                                                         |
| Operacje wejścia i wyjścia     | |
| 0...9                          | Wkłada liczbę (jednocyfrową) na stos. |
| "                              | Wkłada na stos kolejne napotykane znaki aż do ponownego napotkania znaku ".                                                                     |
| .                              | Zdejmuje daną ze szczytu stosu i wypisuje na wyjście (ekran) jako liczbę.                                                                       |
| ,                              | Zdejmuje daną ze szczytu stosu i wypisuje na wyjście (ekran) jako znak.                                                                         |
| &                              | Pyta użytkownika o liczbę i wkłada ją na szczyt stosu.                                                                                          |
| ~                              | Pyta użytkownika o znak i wkłada go na szczyt stosu.                                                                                            |
| Manipulacje na treści programu | |
| g                              | Zdejmuje ze stosu dwie liczby, i używając ich jako współrzędnych do tablicy programu odczytuje znak z treści programu i umieszcza go na stosie. |
| p                              | Zdejmuje ze stosu dwie liczby oraz znak, i używając tych liczb jako współrzędnych do tablicy programu umieszcza znak w treści programu.         |

## Przykłady
Program, który wyświetla pseudolosowe cyfry w nieskończonej pętli:
```
 vv  <      <
     2
     ^  v<
  v1<?>3v4
     ^   ^
 >  >?>  ?>5^
     v   v
  v9<?>7v6
     v  v<
     8
  .  >  >   ^
 ^<

```

Program wyświetlający „Hello world!”:
```
>              v
v"Hello world!"<
> ,,,,,,,,,,,, @

```